# Caeculus calechius
Caeculus calechius – gatunek roztocza z kohorty Trombidiformes i rodziny Caeculidae.
Gatunek ten został opisany w 1945 roku przez Stanleya Mulaika.
Roztocz ten ma ciało długości 1,5 mm, z wierzchu rudobrązowe, od spodu jaśniejsze. Odnóża ciemnobrązowe do czarnych. Najdłuższa, pierwsza para odnóży uzbrojona jest w kolce i zakończona gładkimi pazurkami. Nogogłaszczki również wyposażone w kolce. Przedni brzeg aspidosomy wyposażony w parę bardzo drobnych szczecinek, a jej środkowa część wklęśnięta. Przednie oczy nieco mniejsze od tylnych.
Gatunek znany z Teksasu.